# St. Helena Football Association
Die St. Helena Football Association (SHFA; auch Saint Helena Football Association, St Helena Football Association bzw. St Helena FA) ist der Fußballdachverband auf der Insel St. Helena, einem gleichberechtigten Gebiet des Britischen Überseegebietes St. Helena, Ascension und Tristan da Cunha. Der Verband wurde 1922, anderen Quellen nach bereits 1900, gegründet.
SHFA ist weder Mitglied des afrikanischen Fußballverband CAF noch der FIFA. Aus diesem Grund ist die Teilnahme an internationalen Turnieren der beiden Verbände ausgeschlossen. Der Fußballverband hat 2012 ersten Kontakt mit der FIFA bezüglich einer möglichen Anerkennung aufgenommen.
Der Verband entsendet, als Gründungsmitglied (1985) der International Island Games Association eine Fußballauswahl zu den Island Games.
Die St. Helena Football Association organisiert die Football League, die höchste Spielklasse der Insel sowie einen Pokalwettbewerb.
Der Fußball auf Tristan da Cunha und Ascension ist eigenständig organisiert.